# Amadoc I
Amadoc I (greaca veche: ἀμάδοςκος) (d. 390 î.Hr.) a fost rege trac al Regatului Odris, care a domnit din anul 410 î.Hr. până la începutul secolului al IV-lea. El a fost un prieten al generalului atenian Alcibiade și este menționat în timpul bătăliei de la Aigos Potamos din anul 405. În timpul domniei sale a avut conflicte cu tribalii (tot de neam tracic) și a pierdut o parte dintre teritoriile Regatului Odris. 
Punctul Amadok pe insula Livingston din Insulele Shetland de Sud, Antarctica, este numit după acest rege.